# Résultats électoraux de D'Arcy-McGee
Les résultats électoraux de D'Arcy-McGee, depuis la création de la circonscription  en 1965, sont inscrits dans les tableaux ci-dessous.
| Aller aux résultats d'une élection                                                                                   |
| --- |
| 1966 • 1970 • 1973 • 1976 • 1979 • 1981 • 1985 • 1989 • 1994 • 1998 • 2003 • 2007 • 2008 • 2012 • 2014 • 2018 • 2022 |

## Résultats

### Évolution pour les principaux partis
| |
| - Parti libéral - Union nationale (ancien) - Parti québécois - Crédit social (ancien) - Parti égalité (ancien) - Action démocratique (ancien) - Québec solidaire - Coalition avenir - Parti conservateur |

### Résultats détaillés
|                                                                                               | Nom                     | Parti                    | Nombre de voix | %      | Maj.  |
| --------------------------------------------------------------------------------------------- | ----------------------- | ------------------------ | -------------- | ------ | ----- |
|                                                                                               | Elisabeth Prass         | Libéral                  | 13 298         | 51,4 % | 7 621 |
|                                                                                               | Bonnie Feigenbaume      | Conservateur             | 5 677          | 21,9 % | -     |
|                                                                                               | Hilal Pilavci           | Québec solidaire         | 2 203          | 8,5 %  | -     |
|                                                                                               | Junlian Leblanc         | Coalition avenir         | 1 529          | 5,9 %  | -     |
|                                                                                               | Marc Perez              | Parti canadien du Québec | 1 285          | 5 %    | -     |
|                                                                                               | Renée-Claude Lafontaine | Parti québécois          | 648            | 2,5 %  | -     |
|                                                                                               | Joel Debellefeuille     | Bloc Montréal            | 613            | 2,4 %  | -     |
|                                                                                               | Moussa Seck             | Vert                     | 547            | 2,1 %  | -     |
|                                                                                               | Diane Johnston          | Marxiste-léniniste       | 66             | 0,3 %  | -     |
| Total                                                                                         | Total                   | Total                    | 25 866         | 100 %  |       |
| Le taux de participation lors de l'élection était de 47,5 % et 273 bulletins ont été rejetés. |                         |                          |                |        |       |

|                                                                                               | Nom                      | Parti              | Nombre de voix | %      | Maj.   |
| --------------------------------------------------------------------------------------------- | ------------------------ | ------------------ | -------------- | ------ | ------ |
|                                                                                               | David Birnbaum (sortant) | Libéral            | 19 085         | 74,3 % | 17 224 |
|                                                                                               | Jean-Claude Kumuyange    | Québec solidaire   | 1 861          | 7,2 %  | -      |
|                                                                                               | Mélodie Cohn             | Coalition avenir   | 1 643          | 6,4 %  | -      |
|                                                                                               | Yaniv Loran              | Conservateur       | 1 153          | 4,5 %  | -      |
|                                                                                               | Jérémie Alarco           | Vert               | 837            | 3,3 %  | -      |
|                                                                                               | Eliane Pion              | Parti québécois    | 657            | 2,6 %  | -      |
|                                                                                               | Leigh Smit               | NPD Québec         | 368            | 1,4 %  | -      |
|                                                                                               | Diane Johnston           | Marxiste-léniniste | 77             | 0,3 %  | -      |
| Total                                                                                         | Total                    | Total              | 25 681         | 100 %  |        |
| Le taux de participation lors de l'élection était de 46,6 % et 265 bulletins ont été rejetés. |                          |                    |                |        |        |

|                                                                                               | Nom              | Parti            | Nombre de voix | %      | Maj.   |
| --------------------------------------------------------------------------------------------- | ---------------- | ---------------- | -------------- | ------ | ------ |
|                                                                                               | David Birnbaum   | Libéral          | 26 983         | 92,2 % | 26 267 |
|                                                                                               | Elizabeth Smart  | Coalition avenir | 716            | 2,4 %  | -      |
|                                                                                               | Suzanne Dufresne | Québec solidaire | 604            | 2,1 %  | -      |
|                                                                                               | Eliane Pion      | Parti québécois  | 524            | 1,8 %  | -      |
|                                                                                               | Abraham Weizfeld | Vert             | 454            | 1,6 %  | -      |
| Total                                                                                         | Total            | Total            | 29 281         | 100 %  |        |
| Le taux de participation lors de l'élection était de 72,1 % et 184 bulletins ont été rejetés. |                  |                  |                |        |        |

|                                                                                               | Nom                           | Parti            | Nombre de voix | %      | Maj.   |
| --------------------------------------------------------------------------------------------- | ----------------------------- | ---------------- | -------------- | ------ | ------ |
|                                                                                               | Lawrence S. Bergman (sortant) | Libéral          | 22 285         | 84,7 % | 20 347 |
|                                                                                               | Sophie Leroux                 | Coalition avenir | 1 938          | 7,4 %  | -      |
|                                                                                               | Émilie Beauchesne             | Québec solidaire | 987            | 3,8 %  | -      |
|                                                                                               | Guy Amyot                     | Parti québécois  | 767            | 2,9 %  | -      |
|                                                                                               | Abraham Weizfeld              | Indépendant      | 328            | 1,2 %  | -      |
| Total                                                                                         | Total                         | Total            | 26 305         | 100 %  |        |
| Le taux de participation lors de l'élection était de 65,8 % et 207 bulletins ont été rejetés. |                               |                  |                |        |        |

|                                                                                               | Nom                           | Parti               | Nombre de voix | %      | Maj.   |
| --------------------------------------------------------------------------------------------- | ----------------------------- | ------------------- | -------------- | ------ | ------ |
|                                                                                               | Lawrence S. Bergman (sortant) | Libéral             | 14 087         | 88,7 % | 13 421 |
|                                                                                               | Jean-Christophe Mortreux      | Vert                | 666            | 4,2 %  | -      |
|                                                                                               | Marie-Aude Ardizzon           | Parti québécois     | 564            | 3,6 %  | -      |
|                                                                                               | Mathieu Lacombe               | Action démocratique | 292            | 1,8 %  | -      |
|                                                                                               | Abraham Weizfeld              | Québec solidaire    | 264            | 1,7 %  | -      |
| Total                                                                                         | Total                         | Total               | 15 873         | 100 %  |        |
| Le taux de participation lors de l'élection était de 38,9 % et 125 bulletins ont été rejetés. |                               |                     |                |        |        |

|                                                                                               | Nom                           | Parti               | Nombre de voix | %      | Maj.   |
| --------------------------------------------------------------------------------------------- | ----------------------------- | ------------------- | -------------- | ------ | ------ |
|                                                                                               | Lawrence S. Bergman (sortant) | Libéral             | 18 410         | 84,2 % | 16 940 |
|                                                                                               | Robert Leibner                | Vert                | 1 470          | 6,7 %  | -      |
|                                                                                               | Marcelle Guay                 | Action démocratique | 934            | 4,3 %  | -      |
|                                                                                               | Pierre-Philippe Emond         | Parti québécois     | 710            | 3,2 %  | -      |
|                                                                                               | Abraham Weizfeld              | Québec solidaire    | 338            | 1,5 %  | -      |
| Total                                                                                         | Total                         | Total               | 21 862         | 100 %  |        |
| Le taux de participation lors de l'élection était de 53,1 % et 145 bulletins ont été rejetés. |                               |                     |                |        |        |

|                                                                                               | Nom                           | Parti               | Nombre de voix | %      | Maj.   |
| --------------------------------------------------------------------------------------------- | ----------------------------- | ------------------- | -------------- | ------ | ------ |
|                                                                                               | Lawrence S. Bergman (sortant) | Libéral             | 23 968         | 91,3 % | 22 881 |
|                                                                                               | Mathieu Breault               | Parti québécois     | 1 087          | 4,1 %  | -      |
|                                                                                               | Sylvain James Bowes           | Action démocratique | 520            | 2 %    | -      |
|                                                                                               | Frederick William Shaw        | Égalité             | 406            | 1,5 %  | -      |
|                                                                                               | Blair T. Longley              | Bloc pot            | 274            | 1 %    | -      |
| Total                                                                                         | Total                         | Total               | 26 255         | 100 %  |        |
| Le taux de participation lors de l'élection était de 61,6 % et 173 bulletins ont été rejetés. |                               |                     |                |        |        |

|                                                                                               | Nom                           | Parti                 | Nombre de voix | %      | Maj.   |
| --------------------------------------------------------------------------------------------- | ----------------------------- | --------------------- | -------------- | ------ | ------ |
|                                                                                               | Lawrence S. Bergman (sortant) | Libéral               | 29 065         | 90,6 % | 27 668 |
|                                                                                               | Bernard King                  | Égalité               | 1 397          | 4,4 %  | -      |
|                                                                                               | Jean-Claude Gaudette          | Parti québécois       | 1 002          | 3,1 %  | -      |
|                                                                                               | Norman Brisson                | Action démocratique   | 400            | 1,2 %  | -      |
|                                                                                               | Abraham Weizfeld              | Démocratie socialiste | 135            | 0,4 %  | -      |
|                                                                                               | Ena Kahn                      | Loi naturelle         | 77             | 0,2 %  | -      |
| Total                                                                                         | Total                         | Total                 | 32 076         | 100 %  |        |
| Le taux de participation lors de l'élection était de 76,2 % et 228 bulletins ont été rejetés. |                               |                       |                |        |        |

|                                                                                               | Nom                     | Parti           | Nombre de voix | %      | Maj.   |
| --------------------------------------------------------------------------------------------- | ----------------------- | --------------- | -------------- | ------ | ------ |
|                                                                                               | Lawrence S. Bergman     | Libéral         | 21 325         | 65,4 % | 11 269 |
|                                                                                               | Robert Libman (sortant) | Indépendant     | 10 056         | 30,8 % | -      |
|                                                                                               | François Normandin      | Parti québécois | 1 084          | 3,3 %  | -      |
|                                                                                               | Ena Kahn                | Loi naturelle   | 157            | 0,5 %  | -      |
| Total                                                                                         | Total                   | Total           | 32 622         | 100 %  |        |
| Le taux de participation lors de l'élection était de 84,5 % et 204 bulletins ont été rejetés. |                         |                 |                |        |        |

|                                                                                               | Nom                     | Parti           | Nombre de voix | %      | Maj.  |
| --------------------------------------------------------------------------------------------- | ----------------------- | --------------- | -------------- | ------ | ----- |
|                                                                                               | Robert Libman           | Égalité         | 15 746         | 57,8 % | 6 069 |
|                                                                                               | Gary Waxman             | Libéral         | 9 677          | 35,6 % | -     |
|                                                                                               | Jacques Carraire        | Parti québécois | 829            | 3 %    | -     |
|                                                                                               | Harriett Fels           | Vert            | 532            | 2 %    | -     |
|                                                                                               | Carol Zimmerman         | Indépendant     | 262            | 1 %    | -     |
|                                                                                               | David Alexander Schluze | NPD Québec      | 173            | 0,6 %  | -     |
| Total                                                                                         | Total                   | Total           | 27 219         | 100 %  |       |
| Le taux de participation lors de l'élection était de 76,4 % et 221 bulletins ont été rejetés. |                         |                 |                |        |       |

|                                                                                               | Nom                    | Parti           | Nombre de voix | %      | Maj.   |
| --------------------------------------------------------------------------------------------- | ---------------------- | --------------- | -------------- | ------ | ------ |
|                                                                                               | Herbert Marx (sortant) | Libéral         | 22 799         | 91,7 % | 21 672 |
|                                                                                               | Richard C. Bougie      | Parti québécois | 1 127          | 4,5 %  | -      |
|                                                                                               | Heather Yampolsky      | NPD Québec      | 937            | 3,8 %  | -      |
| Total                                                                                         | Total                  | Total           | 24 863         | 100 %  |        |
| Le taux de participation lors de l'élection était de 68,4 % et 323 bulletins ont été rejetés. |                        |                 |                |        |        |

|                                                                                               | Nom                    | Parti           | Nombre de voix | %     | Maj.   |
| --------------------------------------------------------------------------------------------- | ---------------------- | --------------- | -------------- | ----- | ------ |
|                                                                                               | Herbert Marx (sortant) | Libéral         | 26 064         | 92 %  | 24 532 |
|                                                                                               | André Daoust           | Parti québécois | 1 532          | 5,4 % | -      |
|                                                                                               | Victor Levis           | Libertarien     | 635            | 2,2 % | -      |
|                                                                                               | John Holmes            | Union nationale | 111            | 0,4 % | -      |
| Total                                                                                         | Total                  | Total           | 28 342         | 100 % |        |
| Le taux de participation lors de l'élection était de 78,5 % et 241 bulletins ont été rejetés. |                        |                 |                |       |        |

|                                                                                               | Nom          | Parti           | Nombre de voix | %      | Maj.   |
| --------------------------------------------------------------------------------------------- | ------------ | --------------- | -------------- | ------ | ------ |
|                                                                                               | Herbert Marx | Libéral         | 22 293         | 96,5 % | 21 480 |
|                                                                                               | David Levine | Parti québécois | 813            | 3,5 %  | -      |
| Total                                                                                         | Total        | Total           | 23 106         | 100 %  |        |
| Le taux de participation lors de l'élection était de 56,8 % et 301 bulletins ont été rejetés. |              |                 |                |        |        |

|                                                                                               | Nom                                | Parti                 | Nombre de voix | %      | Maj.   |
| --------------------------------------------------------------------------------------------- | ---------------------------------- | --------------------- | -------------- | ------ | ------ |
|                                                                                               | Victor Charles Goldbloom (sortant) | Libéral               | 21 248         | 68 %   | 14 190 |
|                                                                                               | Barry Frihandler                   | Union nationale       | 7 058          | 22,6 % | -      |
|                                                                                               | Jacques Mackay                     | Parti québécois       | 1 476          | 4,7 %  | -      |
|                                                                                               | Élie Chalouh                       | Alliance démocratique | 950            | 3 %    | -      |
|                                                                                               | Max Wollach                        | Indépendant           | 417            | 1,3 %  | -      |
|                                                                                               | Gaëtan Gauthier                    | Ralliement créditiste | 83             | 0,3 %  | -      |
| Total                                                                                         | Total                              | Total                 | 31 232         | 100 %  |        |
| Le taux de participation lors de l'élection était de 83,9 % et 495 bulletins ont été rejetés. |                                    |                       |                |        |        |

|                                                                                               | Nom                                | Parti           | Nombre de voix | %      | Maj.   |
| --------------------------------------------------------------------------------------------- | ---------------------------------- | --------------- | -------------- | ------ | ------ |
|                                                                                               | Victor Charles Goldbloom (sortant) | Libéral         | 26 958         | 93,8 % | 25 737 |
|                                                                                               | Jacqueline Dugas                   | Parti québécois | 1 221          | 4,2 %  | -      |
|                                                                                               | John Holmes                        | Créditiste      | 418            | 1,5 %  | -      |
|                                                                                               | Florian Prévost                    | Union nationale | 152            | 0,5 %  | -      |
| Total                                                                                         | Total                              | Total           | 28 749         | 100 %  |        |
| Le taux de participation lors de l'élection était de 77,6 % et 450 bulletins ont été rejetés. |                                    |                 |                |        |        |

|                                                                                               | Nom                                | Parti           | Nombre de voix | %      | Maj.   |
| --------------------------------------------------------------------------------------------- | ---------------------------------- | --------------- | -------------- | ------ | ------ |
|                                                                                               | Victor Charles Goldbloom (sortant) | Libéral         | 36 543         | 90,4 % | 33 313 |
|                                                                                               | Paul Unterberg                     | Parti québécois | 3 230          | 8 %    | -      |
|                                                                                               | Léonard Rosen                      | Union nationale | 647            | 1,6 %  | -      |
| Total                                                                                         | Total                              | Total           | 40 420         | 100 %  |        |
| Le taux de participation lors de l'élection était de 85,1 % et 655 bulletins ont été rejetés. |                                    |                 |                |        |        |

|                                                                                               | Nom                                | Parti               | Nombre de voix | %      | Maj.   |
| --------------------------------------------------------------------------------------------- | ---------------------------------- | ------------------- | -------------- | ------ | ------ |
|                                                                                               | Victor Charles Goldbloom (sortant) | Libéral             | 24 709         | 90,6 % | 23 161 |
|                                                                                               | Boris Garmaise                     | Union nationale     | 1 548          | 5,7 %  | -      |
|                                                                                               | Louise Belzile                     | RIN                 | 895            | 3,3 %  | -      |
|                                                                                               | Gilles Côté                        | Ralliement national | 129            | 0,5 %  | -      |
| Total                                                                                         | Total                              | Total               | 27 281         | 100 %  |        |
| Le taux de participation lors de l'élection était de 60,9 % et 699 bulletins ont été rejetés. |                                    |                     |                |        |        |